# Zbór Kościoła Chrześcijan Baptystów w Elblągu
Zbór Kościoła Chrześcijan Baptystów w Elblągu – zbór Kościoła Chrześcijan Baptystów znajdujący się w Elblągu, przy ulicy Generała Józefa Bema 55A. Najstarszy zbór baptystyczny na ziemiach polskich.
Nabożeństwa odbywają się w każdą niedzielę o godzinie 10:00.

## Historia

### Historia zboru do II wojny światowej
Pierwszym, który krzewił idee baptystyczne w Elblągu był pionier baptyzmu i jednocześnie kolporter Pisma Świętego Johann Gerhard Oncken. W roku 1833, w trakcie podróży z Hamburga do Kłajpedy zatrzymał się on na noc w Elblągu, w domu kupca Wiensa, kaznodziei mennonitów. Na jego zaproszenie wygłosił kazanie w zborze mennonickim w wyniku którego idee baptystyczne przyjął Jakub Braun, ochrzczony w czerwcu 1842. Pierwszy chrzest baptystyczny w Elblągu odbył się 18 września 1844. Grupa, która przyjęła chrzest tworzyła krąg biblijny, który 23 października 1844 roku przekształcił się w zbór baptystyczny. Wspólnota ta ukonstytuowała się w roku 1859.
Zbór bardzo szybko się rozwijał. Już w roku 1853 liczył około 150 ochrzczonych, a jego zasięg misyjny sięgał na północy poza Królewiec, na południe do Olsztyna, na wschód do Bartoszyc, a na zachód do Gdańska. W ciągu pięciu lat ochrzczono około 300 osób, w wyniku czego powstały trzy samodzielne zbory: przy obecnej ulicy Św. Ducha, ul. 3 Maja i ul. Robotniczej. Przed II wojną światową w Elblągu istniały dwa zbory: ten przy obecnej ul. 3 Maja liczył około 350 ochrzczonych, a przy ul. Robotniczej około 400.

### Lata powojenne
Na skutek emigracji ludności niemieckiej po zakończeniu wojny w Elblągu pozostało tylko dwóch baptystów. Jednak już wkrótce dołączyli do nich repatrianci ze wschodu, którym przewodził Franciszek Komadowski. Choć baptyści nie odzyskali żadnego ze swoich trzech obiektów sakralnych Komandowski doprowadził do otwarcia sali nabożeństw przy ulicy Robotniczej. Wtedy też zbór elbląski prowadził ożywioną działalność w wyniku której do roku 1952 ochrzczono 23 osoby. W tym samym roku przełożonym zboru został Paweł Plażuk, który tę funkcję pełnił do śmierci w roku 1976.
W okresie powojennym powołano Radę Starszych, przy zborze założono stoisko z literaturą chrześcijańską i bibliotekę, stworzono szkółkę niedzielną oraz grupę młodzieżową, a także chór, którym przez lata dyrygował Włodzimierz Jówko. W roku 1965 pod kierownictwem Daniela Ingielewicza utworzono zespół mandolinistów.
Wobec niemożności odzyskania przedwojennych nieruchomości czyniono starania o pozyskanie własnego obiektu. W roku 1976 zbór otrzymał zgodę na rozpoczęcie budowy własnego obiektu. Rok później powołano komitet budowy na czele z przełożonym zboru Janem Tołopiło i członkami: Jerzym Bryszkiewiczem, Andrzejem Szymańskim, Hieronimem Jankowskim i Januszem Zwierzchowskim. Działkę pod budowę pozyskano jednak dopiero w roku 1980. Uroczyste otwarcie nowego obiektu kościelnego dokonane w obecności władz Kościoła i miasta nastąpiło w 1987 roku.
W roku 1983 pierwszym pełnoetatowym duszpasterzem elbląskiego zboru został pastor Janusz Zwierzchowski. Zainicjował szeroko zakrojoną pracę ewangelizacyjną w niestosowanej wcześniej formie (koncerty muzyczne, projekcje filmów). W latach 1989–2003 jego następcą został pastor Mirosław Szachiewicz. Pod jego kierownictwem zbór prowadził m.in. w roku 1993 satelitarną ewangelizację Billy’ego Grahama, dwa lata później Chrześcijańską Misję Namiotową oraz liczne koncerty. Od 1995 roku zbór rozpoczął działalność misyjną w Pasłęku, gdzie z czasem utworzono placówkę zboru w Elblągu.
Kolejnym pastorem zboru był w latach 2004–2006 Wiesław Grzywiński. Po nim w grudniu 2006 roku pastorem zboru został Paweł Kugler.